# Стара механа „Космај”
Стара механа „Космај” се налази у Младеновцу, подигнута је 1885. године, осам година пре званичног проглашења Младеновца за варошицу. Зграда механе је непокретно културно добро које ужива статус претходне заштите.
Мештани, тадашњег села Младеновца подигли су је у близини Железничке станице, уз сам пут Београд—Крагујевац и заједно са Железничком станицом представља зачетак настајања вароши. У време изградње није било цемента па је кафана зидана врућим кречом, а први гости ове механе били су управо радници са оближње пруге.
Ресторан „Стара механа” је растао и развијао се упоредо са градом, а данас је то једно од култних места у Младеновцу, које се може похвалити аутентичним садржајем.